# 피에르 발데크루소
피에르 발데크루소(Pierre Waldeck-Rousseau 1846년 12월 2일 낭트 - 1904년 8월 10일 코르베예손)는 프랑스의 공화주의, 자유주의 정치인이다. 발데크루소는 조합 합법화(1884년의 발데크루소법)과 1901년 조합법에 참여한 것으로 유명하다.